# Leonard Polakiewicz
Leonard Polakiewicz (ur. 30 marca 1938 w Kijowie) – polsko-amerykański slawista, profesor nadzwyczajny, wykładowca akademicki.

## Życiorys
W 1950 wyemigrował do Stanów Zjednoczonych, uzyskał tamtejsze obywatelstwo. Ukończył studia na University of Minnesota (stosunki międzynarodowe, rusycystyka) oraz University of Wisconsin w Madison (rysycystyka i polonistyka). W 1978 obronił dysertację doktorską w dziedzinie języków i literatury słowiańskiej na Uniwersytecie Wisconsin w Madison. W 1981 uzyskał dyplom na Uniwersytecie Marii Curie-Skłodowskiej w Lublinie.
Profesor nadzwyczajny (Horace Morse Distinguished Associate Professor) języków i literatur słowiańskich w University of Minnesota, gdzie wykłada od 1970. Od 2015 profesor emerytowany.
W 1984 został dyrektorem ds. współpracy naukowej między University of Minnesota a Uniwersytetem im. Marii Curie-Skłodowskiej i od 1995 między University of Minnesota a Uniwersytetem Hercena w Petersburgu.

## Dydaktyka
Jego zainteresowania badawcze krążą wokół zagadnień takich jak język, literatura polska i rosyjska. Jest znawcą twórczości Antona Czechowa i dziewiętnastowiecznej powieści rosyjskiej.

## Nagrody i wyróżnienia
Laureat m.in.: College of Liberal Arts Distinguished Teacher Award (1978), Horace Morse University of Minnesota Alumni Association Award for Outstanding Contributions to Undergraduate Education (1992), American Association of Teachers of Slavic and East European Languages Teacher of the Year Award (1994), Ford Foundation, Bush Foundation, Fulbright – Hays Group Projects Abroad Grant, Hewlett Foundation.

## Odznaczenia
Został odznaczony Krzyżem Kawalerskim Orderu Zasługi RP (1999) oraz Medalem Amicis Universitatis Mariae Curie-Sklodowska (1992).

## Wybrane publikacje
- The Theme of Protest and The Protesting Hero in Chekhov’s Writing. Polakiewicz, Leonard, Annales Universitatis Mariae Curie-Sklodowska, sectio FF Philologia, Vol. XIV/XV, s. 491–507, 1997.
- Supplemental materials for fifteen modern polish short stories. Polakiewicz, Leonard, 1994.
- Polish Language Textbooks and Readers Currently Used in the United States, The Learning and Teaching of Slavic Languages and Cultures. Polakiewicz Leonard, Slavica Publishers, 2000.
- Polish language learning framework. Polakiewicz Leonard, Joanna Radwanska-Williams and Waldemar Walczynski, Polish Institute of Arts and Sciences, 2002.
- Intermediate Polish: A Cultural Reader With Exercises. Polakiewicz Leonard, 1999.
- Chekhov’s the island of sakhalin and Dostoevsky’s notes from a dead house as Penological Studies. Polakiewicz Leonard, Canadian-American Slavic Studies, 2001.